# Puig Madrona
El Puig Madrona es un pico de 341 m s. n. m. situado entre los municipios de el Papiol y San Cugat del Vallés, dentro de la sierra de Collserola. En la parte más alta hay una torre de viligancia de  incendios de 16 metros de altura, y a sus pies se encuentra la ermita de la Salud y el vértice geodésico 286123001. También se tiene conocimiento de un poblado ibero en la cima de la colina.